# حظر نشر الأخبار

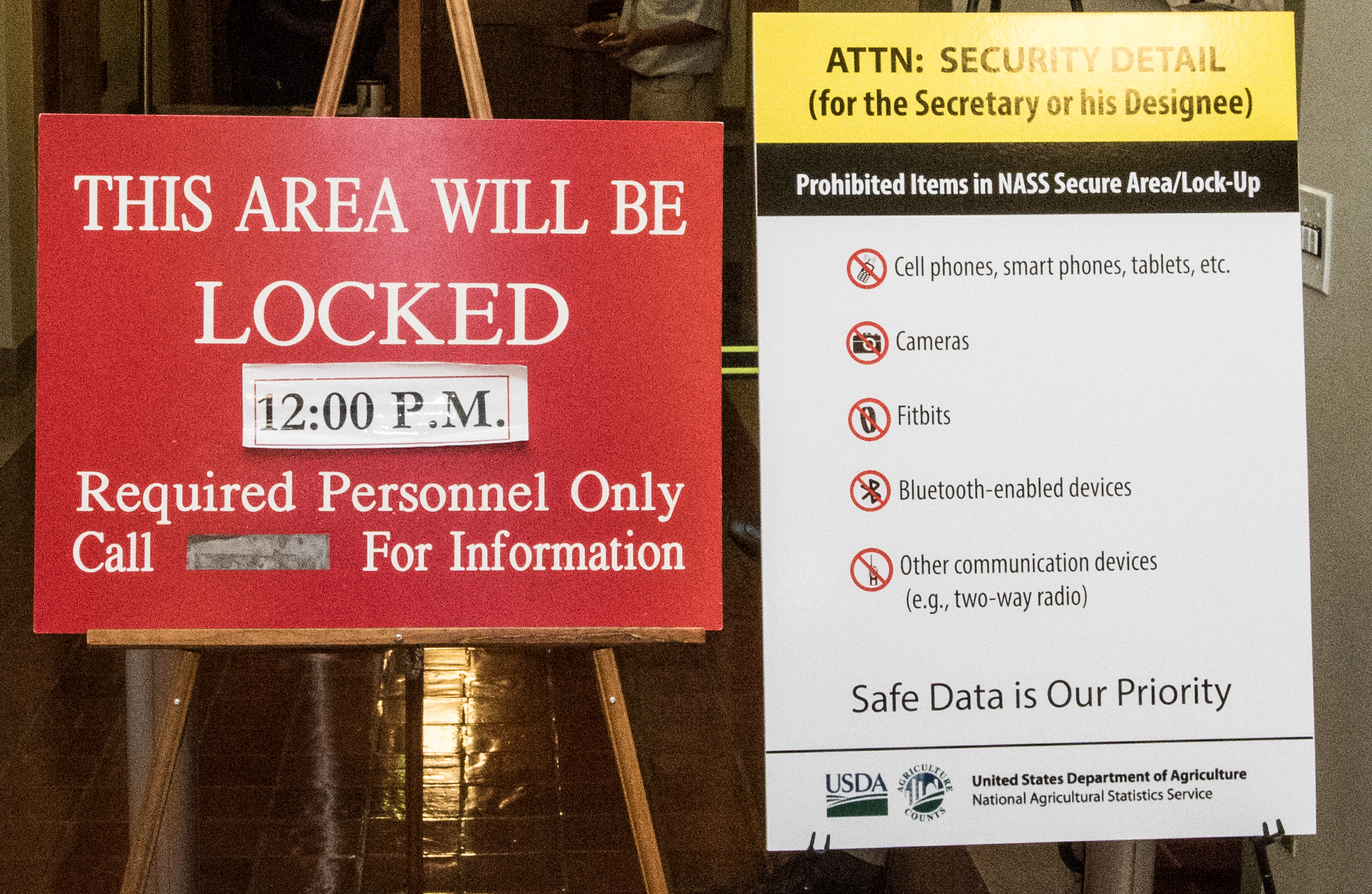

في الصحافة والعلاقات العامة يعد حظر نشر الأخبار أو حظر طباعة الأخبار هو طلب يقوم به المصدر الصحفي بأن لا يتم نشر المعلومات أو الأخبار المقدمة من قبل هذا المصدر حتى موعد محدد أو وفقًا لشروط معينة. ومن المفهوم أنه في حالة مخالفة هذا الحظر عن طريق النشر قبل ذلك فإن المصدر سوف يحد من وصول هذا الصحفي أو صحيفته للمزيد من المعلومات وعدم مساعدتهم لفترة طويلة مقارنة بوسائل الإعلام الأكثر تعاونًا. ويتم استخدام هذا الأمر غالبًا من قبل الأعمال التجارية التي تعلن عن المنتجات من خلال المجلات الطبية والمسؤولين الحكوميين الذين يعلنون عن المبادرات السياسية؛ ويتوفر للإعلام معرفة مسبقة عن تفاصيل الأسرار التي يتم الاحتفاظ بها وبهذا يتمكن الصحفيون من الاستعداد لمواكبة تاريخ الإعلان وموعد النشر. ومن الناحية النظرية فإن حظر النشر يحد من عدم الدقة في التحقيقات الصحفية الخاصة بالإعلان عن القصص من خلال الحد من حوافز الصحفيين للجوء إلى طرق ملتوية على أمل «الإطاحة» بالمنافسة.
وعادة ما يتم الاتفاق على الحظر مسبقًا بوصفه «اتفاق شرف». ومع ذلك في بعض الأحيان يرسل الناشرون الأخبار الصحفية المحظورة إلى غرفة الأخبار غير المطلوبة على أمل أنها ستحترم تاريخ الحظر دون الاتفاق أولاً على القيام بذلك - وكثيرًا ما توجد عبارة «للنشر الفوري» في الجزء العلوي من النشرات الصحفية للإشارة إلى أن المعلومات في هذه النشرة غير محظورة.
في بعض الأحيان تخالف وكالات الأنباء اتفاق الحظر وتنشر المعلومات قبل حلول تاريخ الحظر سواء كان ذلك عن غير قصد (بسبب سوء التواصل في غرفة الأخبار) أو عن قصد (للتفوق على منافسيهم). تعتبر مخالفة الحظر عادة خيانة جسيمة للثقة ويمكن أن تسفر عن أن يمنع المصدر الصحفي وسيلة الإعلام المخالفة من الحصول على معلومات مسبقة لفترة طويلة من الزمن.
إن حظر نشر الأخبار هي واحدة من عدة طرق يمكن للمصدر الصحفي أن يؤثر بها على طريقة عرض الإعلام للمعلومات التي يقدمها؛ وتتضمن الطرق الأخرى تقديم المعلومات «بدون مرجع» أو «بدون نسبها لمصدر»، وإمكانية «الوصول» أو الحد منها، أو حتى التدخل المباشر للحكومة أو السوق في عمل الصحفيين والشركة الإعلامية. (انظر المصطلحات السرية في الصحافة لاستعراض كامل عن هذا الموضوع). وتعد الطريقة التي يستجيب بها الصحفيين لهذه المحاولات أو غيرها للتأثير على تغطية الأخبار من أخلاقيات الصحافة.

## أمثلة على حالات الحظر
- إن جلسات الإحاطة الصحفية الخاصة بصندوق النقد الدولي التي يتم عقدها مرتين أسبوعيًا تكون محظورة عادة حتى الساعة 10:30 صباحًا بتوقيت واشنطن، الساعة 14:30 بتوقيت جرينتش (وذلك من أجل التأثير المتزامن على أسواق الأسهم المالية العالمية).
- تم حظر الصحفيين الذين رافقوا الرئيس الأمريكي جورج دبليو بوش في زيارة عيد الشكر للعراق عام 2003 من تقديم تقارير حتى غادر الرئيس البلاد. وقد تم إخبارهم أن الرحلة سيتم إلغاءها لأسباب أمنية إذا تم تسريب الأخبار قبل نهاية الرحلة.[1]
- لقد أخبرت وزارة الدفاع بالمملكة المتحدة عدد قليل من وسائل الإعلام الصحفية بأن الأمير هاري سوف يقوم بالخدمة العسكرية في أفغانستان، شريطة أن لا يتم الإفصاح عن تلك المعلومات حتى ينهي خدمته هناك. وقد تم تسريب المعلومة بعد حوالي شهرين واتفق المسؤولون على إنهاء حظر النشر. وتم نقل الأمير فورًا من ساحة المعركة، ووردت تقارير عن سلامته وسلامة زملائه من الجنود.
- في كندا وأستراليا وغيرها من الدول، قبل الإعلان عن ميزانية الحكومة وغيرها من البيانات الحكومية الهامة، يتم "احتجاز الصحفيين حتى يتمكنوا من إعداد تقاريرهم مسبقًا. ولا يسمح لهم بتقديم تقاريرهم إلا بعد الإعلان الرسمي (على سبيل المثال بعد تقدم وزير المالية لإلقاء خطاب الميزانية الحكومية). يهدف الاحتجاز إلى منع التداول الداخلي للبيانات الحكومية المسربة.[2][3] وهناك احتجاز مشابه يتم في الولايات المتحدة عندما يستعد مجلس الاحتياطي الفيدرالي لتعديل معدل الفائدة.
- لقد فرضت صحيفة نيويورك تايمز في عام 2008 حظرًا على نشر قصة اختطاف ديفيد رود (مراسل الصحيفة) في وكالات الأنباء أو على موقع ويكيبيديا حتى عودته في عام 2009. وهذا مثال على أن الدافع للحظر ليس المصدر الصحفي ولكن قد يكون حالة من الرقابة الذاتية بدلاً من ذلك.

## فرض حظر على المقالات في المجلات العلمية
يتم استخدام حظر نشر الأخبار للمعلومات المتعلقة بالأخبار الصحية الخاصة بالمقالات المرتقبة في المجلة العلمية. جميع المجلات الطبية الرئيسية لديها حظر نشر بما في ذلك مجلة نيو إنغلاند جورنال أوف ميديسين ومجلة الجمعية الطبية الأمريكية ومجلة لانسيت.
قد يرجع الحظر الخاص بمجلة الجمعية الطبية الأمريكية إلى فترة رئاسة التحرير الخاصة بموريس فيشبين، منذ 1924 وحتى 1949، ويستمر الحظر حتى الساعة 15:00 بالتوقيت المركزي في اليوم السابق لتاريخ الإصدار الوارد على غلاف العدد. الصحفيون الذين يوافقون على عدم النشر (في المطبوعات أو التليفزيون أو الإذاعة، أو عبر الإنترنت) حتى ذلك الوقت للمعلومات الواردة في المطبوعة التي سيتم نشرها في المجلة يتلقون مسبقًا نسخًا من المجلة بواسطة البريد أثناء الأسبوع السابق للنشر. ويتم أيضًا إعداد المقالات المختارة والبيانات الصحفية والأخبار ومقاطع الفيديو بواسطة كتاب العلوم ويتم إرسالها إلى الصحفيين خلال هذا الأسبوع.
والأسباب التي دعت لمثل هذا الحظر ذات شقين. الشق الأول هو تمكين الصحفيين من تقديم تغطية أكثر شمولاً ودقة، حيث يوفر الحظر الوقت الذي يمكنهم من البحث فيما وراء القصة وبالتالي نشر «المعلومات الأساسية» جنبًا إلى جنب مع نشر القصة. والشق الثاني هو تمكين الأطباء والعلماء من تلقي وتحليل الدراسات الطبية قبل عامة الناس، وتمكينهم من الإطلاع بشكل أفضل عندما يطلب منهم التعليق أو الرد من قبل الصحفيين أو المرضى. ومع ذلك فإن بعض الاعتراضات الموجهة إلى نظام حظر الأخبار الطبية تزعم أن الدافع وراءها هو دافع الربح من جانب المجلات الطبية.